# Pteragogus taeniops
Pteragogus taeniops là một loài cá biển thuộc chi Pteragogus trong họ Cá bàng chài. Loài này được mô tả lần đầu tiên vào năm 1855.

## Từ nguyên
Từ định danh của loài được ghép bởi hai từ trong tiếng Hy Lạp cổ đại: taenia ("dải ruy băng") và ops ("mắt"), hàm ý đề cập đến dải màu tím ở trên đầu, băng qua mắt.

## Phạm vi phân bố và môi trường sống
P. taeniops có phạm vi phân bố ở vùng biển Tây Ấn Độ Dương. Loài này được ghi nhận dọc theo bờ biển Đông Phi, từ Kenya trải dài về phía nam đến bãi cạn Aliwal, Nam Phi, bao gồm Bắc Madagascar và hai đảo quốc lân cận là Mauritius và Seychelles.
Loài này sống trên các rạn đá ngầm và trong các thảm tảo biển ở độ sâu khoảng từ 4 đến 25 m.

## Mô tả
P. taeniops có chiều dài cơ thể tối đa được ghi nhận là 15 cm. Vây đuôi bo tròn. Vùng dưới mắt có một dải sọc màu sẫm (thường được viền trắng). Có đốm đen trên gai vây lưng đầu tiên. Cá đực có tia vây thứ nhất ở vây bụng rất dài, chạm đến gốc vây hậu môn. Khác với những loài cùng chi, P. taeniops không có đốm trên nắp mang.
Số gai ở vây lưng: 10; Số tia vây ở vây lưng: 10; Số gai ở vây hậu môn: 3; Số tia vây ở vây hậu môn: 9; Số tia vây ở vây ngực: 13; Số gai ở vây bụng: 1; Số tia vây ở vây bụng: 5.
P. taeniops là một loài khá nhát, thường hay lẩn trốn.